# La notte quando è morto Pasolini
La notte quando è morto Pasolini è un documentario del 2009 diretto da Roberta Torre che ha come obbiettivo far chiarezza sull'omicidio di Pier Paolo Pasolini avvenuto il 2 novembre 1975.
L'opera è stata trasmessa, per la prima volta, su Rai 3 il 14 maggio 2009.

## Trama
In un'intervista esclusiva, Giuseppe Pelosi, l’unico indagato per l’omicidio di Pasolini, parla del processo e della sua versione dei fatti. Il 26 aprile del 1976 viene condannato in primo grado come unico esecutore dell’omicidio. Nel 2005 tentò di scaricare la sua colpevolezza prima verso ignoti e poi sui fratelli Borsellino, Franco e Giuseppe, ormai deceduti. La motivazione di Pelosi per non averli accusati prima è che, grazie alla loro morte, non doveva più temere ripercussioni dirette a lui e ai suoi famigliari per i quali aveva accettato di addossarsi interamente la colpa.
Una versione simile alla precedente, ma più elaborata, viene snocciolata in cui associa il pestaggio ai danni di Pasolini, avvenuto all’idroscalo di Roma, a un gruppo di aggressori ("un folto gruppetto" secondo Pelosi) capitanato dai famigerati fratelli Borsellino che intimarono a Pelosi di tacere. Dopo averlo minacciato di morte gli tolsero l’anello che aveva al dito cosicché le indagini si sarebbero rivolte unicamente su di lui . A quel punto, da diciassettenne, Pelosi, scioccato, scappò via ma solo per poi essere fermato da una pattuglia e arrestato.

## Distribuzione
- Festival del Film di Locarno – 2009[2][3]
- Rencontres Internationales du Documentaire di Montréal – 2010
- Buenos Aires Festival Internacional de Cine Independiente – 2010
- Bari International Film Festival – 2010
- Festival del Documentario Marcellino – 2015